# Técnica de película nutritiva

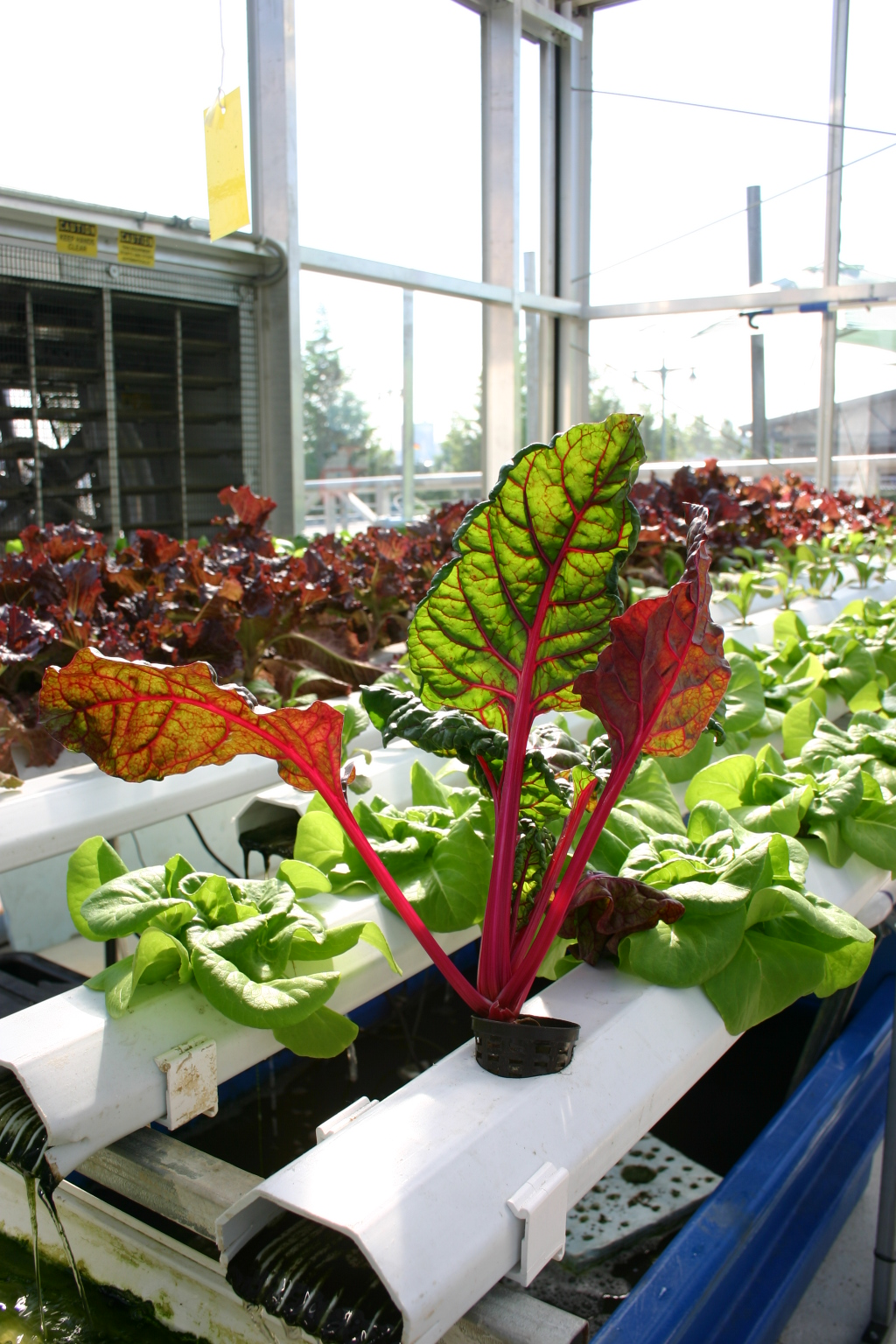
Plantas colocadas en canaletas con agua rica en nutrientes en un sistema NFT

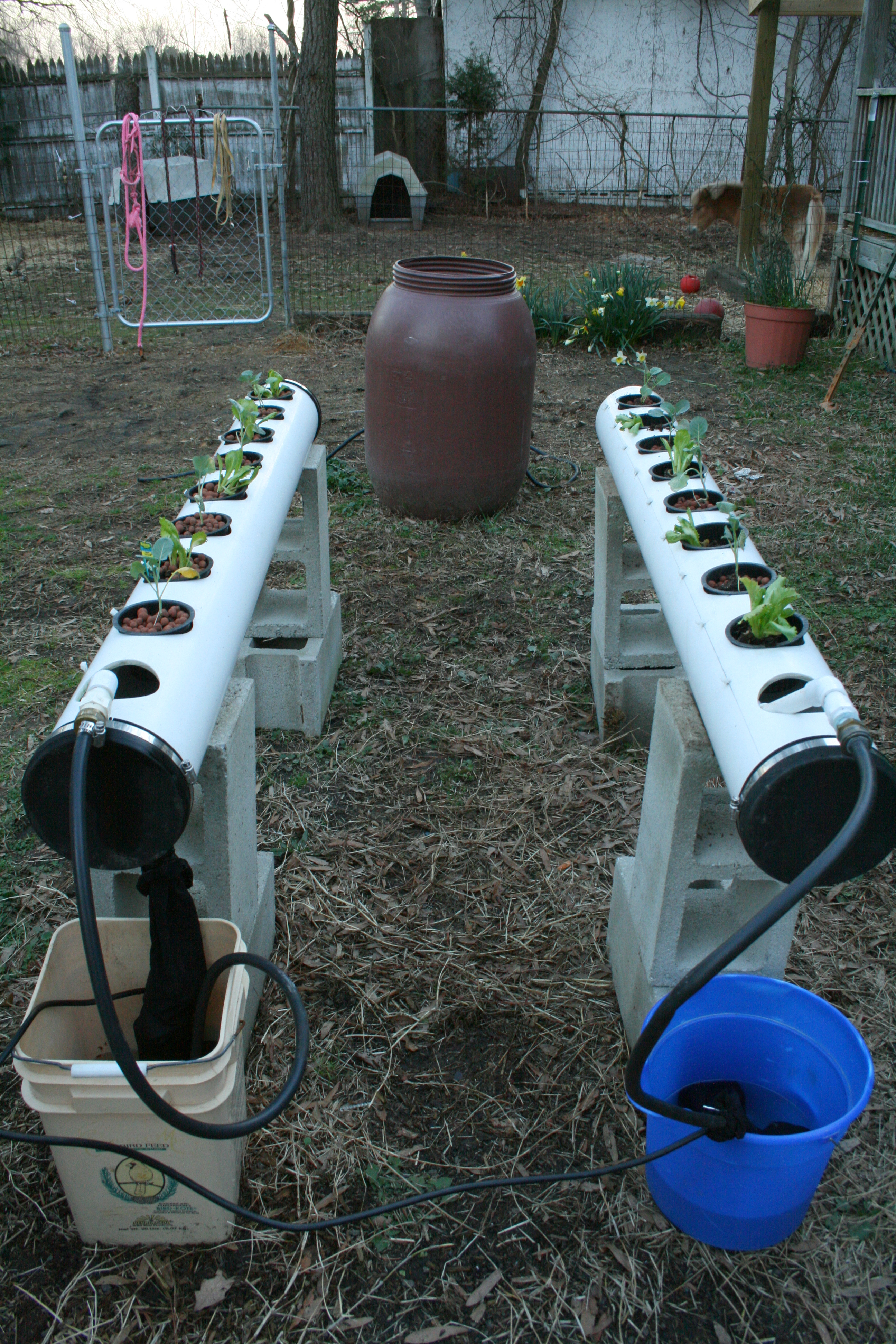
Un sistema casero de hidroponía NFT

La técnica de película nutritiva o técnica de película de nutrientes (en inglés: Nutrient film technique, sigla NFT) es una técnica hidropónica en la que en una corriente de agua muy poco profunda que contiene todos los nutrientes disueltos necesarios para el crecimiento de las plantas se recircula más allá de las raíces desnudas de las plantas en un barranco hermético, también conocido como canales.

## Historia
La NFT fue desarrollada a mediados de la década de 1960 en Inglaterra por el Dr. Alen Cooper. 
En un sistema ideal, la profundidad de la corriente de recirculación debe ser muy superficial, poco más que una película de agua, de ahí su nombre de 'película nutritiva'. Esto asegura que la espesa capa de raíces que se desarrolla en la parte inferior del caudal, tenga una superficie superior que, aunque húmeda, se mantenga al aire. Por consiguiente, esto proporciona un abundante suministro de oxígeno a las raíces de las plantas. 
Un sistema de NFT bien diseñado se basa en el uso de un canal con una pendiente adecuada, un caudal correcto, y una longitud correcta del canal. La principal ventaja del sistema de NFT sobre otras formas de hidroponía es que las raíces de las plantas están expuestas a un suministro adecuado de agua, oxígeno y nutrientes. 
En los antiguos sistemas de producción, hubo un conflicto relativo al suministro de estos requisitos, ya que cantidades excesivas o deficientes de uno resultaron en un desequilibrio del otro o de ambos. Debido a su diseño, la NFT proporciona un sistema en el que los tres requisitos para el crecimiento saludable de las plantas pueden ser satisfechos al mismo tiempo, con la condición de que el concepto simple de NFT siempre se tenga en mente y se ponga en práctica. El resultado de estas ventajas es que se obtienen mayores rendimientos de cosecha de alta calidad durante un período prolongado de producción. Una desventaja de NFT es que tiene muy pocas posibilidades de amortiguamiento contra interrupciones de flujo, por ejemplo, cortes de energía, pero en general es una de las técnicas más productivas.
Las mismas características de diseño se aplican a todos los sistemas NFT convencionales. Si bien se han recomendado pendientes a lo largo de las canaletas en proporción de 1:100, en la práctica es difícil construir soportes para los canales que sean lo suficientemente fieles como para permitir que la película nutritiva fluya sin que se acumule en determinadas zonas deprimidas (hundidas). Como consecuencia de ello, se recomienda que se usen pendientes de 1:30 a 1:40. Esto permite menos irregularidades en la superficie pero, incluso con estas pendientes, puede ocurrir encharcamiento y anegamiento. La pendiente puede ser nivelada por el piso, o bien usando bancos o bastidores que puedan sostener los canales y lograr la pendiente requerida.

## Advertencias
La NFT es un sistema de producción de cultivos de alta tecnología, y requiere de la habilidad y experiencia de sus usuarios si se persigue obtener los mejores resultados.
La NFT logra alta producción y calidad de producto mediante sus resultados sobre la nutrición de los cultivos y sus relaciones hídricas, facilitando a sus usuarios oportunidades adicionales que influyen en el crecimiento y desarrollo de las plantas de manera más productiva que la que puede lograrse en otros tipos de cultivo convencional.

## Diseño
Como guía general, las tasas de flujo para cada canal deben ser de 1 litro/min. En la siembra, la tasa puede reducirse a la mitad con un límite superior de 2 litros/min como máximo. Velocidades de flujo más allá de estos extremos producen a menudo problemas nutricionales. Se ha observado una reducción en las tasas de crecimiento en muchos cultivos cuando los canales superan los 12 metros de longitud. En cultivos de rápido crecimiento, las pruebas han indicado que, a pesar de que los niveles de oxígeno muestran ser los óptimos, el nitrógeno puede reducirse a lo largo del canal. Como consecuencia, la longitud del canal no debe exceder de 10-15 metros. En situaciones en las que esto no sea posible, las deficiencias en el crecimiento pueden ser superadas mediante la colocación de otro dispensador de nutrientes en medio del camino a lo largo del canal, reduciendo también las tasas de flujo a 1 litro por min a través de cada punto de provisionamiento. Deben tomarse las precauciones pertinentes para mantener buenas condiciones de higiene y evitar la contaminación de metales pesados en los sistemas NFT usando bombas y componentes, principalmente de plástico o de acero inoxidable.
El protagonista principal de NFT fue el Dr. Alan Cooper, un científico de la Estación de Investigación de Cultivos de invernadero en Inglaterra que publicó el libro "El ABC de NFT" (Libros de cultivadores, Londres, Reino Unido, 1979, 1844pps, reimpreso por Casper Press, Narrabeen, Australia). Los sistemas NFT fueron utilizados por una cantidad significativa de productores a nivel comercial en el Reino Unido durante el período de 1980 a 1990 pero solo se utilizaron para la lechuga en Europa. Particularmente, los cultivadores holandeses rechazaron la NFT debido a la percepción de alto riesgo de transmisión de enfermedad por la solución de recirculación. La NFT asegura que las plantas dispongan de acceso ilimitado al agua en todo momento, y no es sino hasta ahora que se reconoce que los cultivos frutales también pueden beneficiarse mediante suministros cuidadosamente limitados de agua. Los cultivos de hoja como la lechuga se benefician del suministro de agua ilimitada y todavía se cultivan ampliamente usando NFT, pero es hasta ahora que se produce la mayoría de los cultivos comerciales de invernadero como tomates, pimientos y pepinos de forma hidropónica utilizando algunos tipos de sustratos inertes, siendo la lana de roca uno de los sustratos más importantes a nivel mundial. La NFT sigue siendo un sistema muy popular para uso en el hogar.

## Minitubérculos de papa
La mayoría de las variedades de papas se conservan como cultivos de tejidos vegetales y los métodos de micropropagación se utilizan para aumentar la cantidad de material de siembra. Dado que las plantas de cultivo de tejidos funcionan mal cuando se siembran directamente en el campo, en su lugar se plantan en invernaderos o albergues de malla para generar tubérculos que se conocen como minitubérculos. En muchos países, es común que se utilicen los sistemas NFT o aeropónicos para la producción de minitubérculos a partir de plántulas de cultivo de tejidos. Los minitubérculos se plantan en el campo de 6 a 14 meses después de cosechados para desarrollar un cultivar de papas. Esta primera cosecha de papas cultivadas en el campo suele ser replantada para generar más papas en vez de consumirse.